# Кавасила (дем Александрия)
Вижте пояснителната страница за други значения на Кавасила.
Кавасила (на гръцки: Καβάσιλα) е село в Република Гърция, дем Александрия, област Централна Македония.

## География
Селото е разположено в областта Урумлък (Румлуки), на надморска височина от 17 m, на 14 километра югозападно от Александрия (Гида) и на 12 километра североизточно от Бер (Верия).

## История

### В Османската империя
В XIX век Кавасила е село в Османската империя. Църквата „Свети Димитър“ в 1969 година е обявена за паметник на културата. Александър Синве („Les Grecs de l’Empire Ottoman. Etude Statistique et Ethnographique“) в 1878 година пише, че в Кавасила (Kavassila), Камбанийска епархия, живеят 84 гърци.

### В Гърция
През Балканската война в 1912 година в селото влизат гръцки части и след Междусъюзническата в 1913 година Кавасила остава в Гърция.
В „Етнография на Македония“, издадена в 1924 година, Густав Вайганд описва Кавасила (Кавашла) като гръцко село на българо-гръцката езикова граница:
| „ | Започвайки от североизток, за граница служи Вардар от неговото устие до вливането на Караасмак, след това новопостроеният, а не старият селски път почни наблизо до Верея (Бер) до селата Микрош и Туркохори, едното има смесено население от българи и гърци, след това, следвайки железопътната линия, стига до Няуста (Негуш), която въпреки че е български град, е напът да бъде гърцизирана, защото голяма част от жителите му говорят в семейството си гръцки. Селата Тарман и Ая Марина са български. Гръцките гранични села следователно са Плати, Палйохори, чиито жители са дошли от Кулакия, Гида, Ресна, Пископи (също известен брой български семейства), Кавашла, Ставрос, Микрос или Микровутци, Туркохори (българи и гърци), Яворница, Рупен, Няуста. | “ |

След Първата световна война в 1922 година в селото са заселени 12 гърци бежанци. В 1928 година Кавасила е смесено местно-бежанско селище с 2 бежански семейства и 8 жители бежанци. По-късно в селото са заселени още бежанци.
Уваличаването на населението се дължи на пресушаването на Ениджевардарското езеро и мелиоративните дейности предприети в района. Населението се занимава със земеделие, произвеждайки големи количества памук, пшеница и други земеделски продукти.
| Година    | 1913 | 1920 | 1928 | 1940 | 1951 | 1961 | 1971 | 1981 | 1991 | 2001 | 2011 | 2021 |
| --------- | ---- | ---- | ---- | ---- | ---- | ---- | ---- | ---- | ---- | ---- | ---- | ---- |
| Население | 139  | 164  | 190  | 354  | 633  | 739  | 678  | 868  | 792  | 742  | 632  | 519  |

## Личности
Родени в Кавасила
- Георгиос Цамбазис (Γεώργιος Τσαμπάζης), гръцки андартски деец, четник при Панайотис Пападзанетеас в Ениджевардарското езеро, а след това при Ставрос Ригас - Кавондорос[6]
- Сотириос Теодоропулос (Σωτήριος Θεοδωρόπουλος), гръцки андартски деец, четник при Георгиос Макропулос (капитан Клапас)[7]